# Алазейский острог
Алазейский острог — русское укреплённое поселение на севере Якутии, исчезнувшее незадолго до Октябрьской революции.
В 1642 казачий отряд под руководством землепроходца Дмитрия Михайловича Зыряна в низовьях реки Алазеи поставил зимовье, огражденное косым острогом (точное местонахождения которого не установлено) возможно, на правом берегу реки, ниже современного поселения Андрюшкино.
В 1647 отряд, главой которого был землепроходец Фёдор Алексеевич Чюкичев (выходец из коми-зырян Шежамского погоста), основал новый острог в устье правого притока Алазеи — реки Буор-Юрях (Рассоха).
На картах конца XVII—XVIII веков в среднем течении Алазеи на правом берегу отмечено Алазейское зимовье. По данным археологических раскопок, Алазейский острог в устье Буор-Юрях представлял из себя ломаный четырехугольник, обнесенный с трёх сторон острожной стеной, с четвертой стеной-городнями. Обнаружены остатки трёх башенной церкви (или часовни), аманатские избы, тринадцать жилых и хозяйственных построек, мостовой.
Алазейский острог являлся опорным пунктом для сбора ясака с окрестных юкагиров и перевалочной базой на пути движения из Якутска на Колыму, в Анадырский острог и на Камчатку. В остроге располагались приказчик и небольшой гарнизон (в 1675/76 — 10 казаков, в начале 1720-х годов. — 25 казаков). К 1778 году имелись лишь часовня и две избы, в которых жили купец и мещанин со своими семьями.